# Joe Montani

Joe Montani é um ex-astrônomo norte-americano conhecido por seu trabalho com asteroides e objetos próximos da Terra (NEOs – Near-Earth Objects). Atuou no Observatório Nacional de Kitt Peak, no estado do Arizona, Estados Unidos, como parte do programa Spacewatch, que se dedica à detecção e acompanhamento de asteroides e cometas.
Montani é creditado com a descoberta de diversos asteroides, incluindo o 65803 Didymos, um asteroide do tipo Apollo que possui um satélite natural, Dimorphos. A descoberta foi feita em 11 de abril de 1996 como parte das atividades regulares do programa Spacewatch.

## Contribuições
Montani é um dos pesquisadores associados ao esforço contínuo de identificação de objetos potencialmente perigosos para a Terra. Seu trabalho ajudou a ampliar o catálogo de corpos celestes monitorados, contribuindo para a segurança planetária e o avanço do conhecimento astronômico.
Entre suas descobertas mais notáveis está o sistema binário Didymos–Dimorphos, que foi posteriormente escolhido como alvo da missão DART da NASA. A missão foi a primeira a demonstrar a capacidade de alterar a órbita de um corpo celeste por impacto cinético.

## Descobertas
- 65803 Didymos – Descoberto em 11 de abril de 1996.[3][4]